# Margaret Wall
Margaret Mary Wall, baronne Wall de New Barnet (14 novembre 1941 - 25 janvier 2017) est une syndicaliste britannique. Elle est présidente du parti travailliste de 2001 à 2002. Wall est également une ancienne secrétaire nationale et chef de la politique d'AMICUS.
Fille de Thomas Mylott et de Dorothy Walker, elle fait ses études à la Druids Cross Independent School et à la Notre Dame Collegiate School de Liverpool. Elle poursuit ses études au Ruskin College de l'Université de Liverpool.
Le 10 juin 2004, elle est créée baronne Wall de New Barnet, de New Barnet dans le London Borough of Barnet.
Elle est présidente du Barnet and Chase Farm NHS Hospitals Trust jusqu'en 2014, date à laquelle elle est nommée présidente du Milton Keynes Hospital NHS Foundation Trust.